# Тиберій Помпоній Басс
Тиберій Помпоній Басс (лат. Tiberius Pomponius Bassus; 220 — після 271) — державний та військовий діяч Римської імперії, консул 259 і 271 років.

## Життєпис
Походив з роду Помпоніїв. Син Помпонія Басса, консула 211 року, та Аннії Фаустіни, праонуки імператора Марка Аврелія. У 221 році його батька було страчено, а мати вимушено вийшла заміж за імператора Геліогабала. Згодом увійшов до сенату.
У 259 році став консулом, разом з Нуммієм Еміліаном Декстером. У 260 році призначено проконсулом до провінції Африка. Згодом був комітом при імператорах Галлієні та Клавдії II Готському. У 268—269 роках обіймав посаду коректора (наглядача за адміністрацією) Італії.
З 270 до 271 року був префектом Риму. У 271 році вдруге призначено консулом, разом з імператором Авреліаном. Про подальшу долю немає відомостей.

## Родина
Дружина — Помпонія Гратидія
Діти:
- Помпонія Басса, дружина Луція Септимія Севера